# Перес, Алекс
Алекс Перес (исп. Alex Perez; род. 29 марта 1992, Ханфорд, Калифорния, США) — американский профессиональный боец смешанных боевых искусств. Занимает 8 строчку официального рейтинга  UFC в наилегчайшем весе.

## Биография
Алекс является мексиканцем по национальности и одним из девяти детей в семье. Он начал заниматься борьбой в шестом классе со своими двумя братьями Сильверио и Джулианом. Перес представлял Вест-Хиллз колледж Лемора на соревнованиях по борьбе и был чемпионом округи.. После окончания школы стал помогать и тренировать и готовить своих знакомых к поединкам по ММА.

## Карьера в смешанных единоборствах

### Ранняя карьера
Все свои бои Перес провёл на территории США, где дебютировал среди профессионалов 6 мая 2011 года на турнире TPF 9. Он встретился с Хесусом Кастро и нокаутировал его в первом раунде. Алекс имел рекорд 16-4 до выступления на Претендентской серии Дэны Уайт, где встретился с Кевином Греем. Перес победил Грэя и был подписан в UFC.

### Ultimate Fighting Championship
Перес дебютировал в промоушине 9 декабря 2017 года на турнире UFC Fight Night: Swanson vs. Ortega против Карлоса Джон де Томаса. Он выиграл этот бой болевым приёмом во втором раунде.
Следующий бой Переса состоялся 24 февраля 2018 года против Эрика Шелтона на турнире UFC on Fox: Emmett vs. Stephens. На взвешивании Перес показал 126.5 фунтов, что половиной фунта выше установленного лимита, поэтому бой был проведён в промежуточном весе и Перес был оштрафован на 20 % своего гонорара в пользу противника. Он выиграл бой единогласным решением судей.
В мае 2020 года ожидалась встреча Переса и Кая Кара-Франса на событие UFC on ESPN: Оверим vs. Харрис. Однако 9 апреля президент UFC Дна Уайт анонсировал перенос турнира из-за пандемии COVID-19.  Вместо него Алекс встретился с Жусиером Формигой на UFC 250. Он выиграл бой техническим нокаутом в первом раунде. Этот бой получил награду Выступление вечера.

## Личная жизнь
Женат, воспитывает сына (род. 2021).

## Титулы и достижения

### Смешанные единоборства
- Ultimate Fighting Championship
  - Награда Выступление вечера (три раза) против Джордана Еспиносы,  Жусиера Формиги и Матеуса Николау
- Tachi Palace
  - Чемпион Tachi Palace в легчайшем весе (один раз)

## Статистика в профессиональном ММА
| Боёв 34  | Побед 25 | Поражений 9 |
| -------- | -------- | ----------- |
| Нокаутом | 6        | 2           |
| Сдачей   | 7        | 5           |
| Решением | 12       | 2           |

| Результат | Рекорд | Соперник           | Способ                                  | Турнир                                               | Дата             | Раунд | Время | Место                    | Примечание                                                   |
| --------- | ------ | ------------------ | --------------------------------------- | ---------------------------------------------------- | ---------------- | ----- | ----- | ------------------------ | ------------------------------------------------------------ |
| Поражение | 25-9   | Тацуро Таира       | TKO (Травма колена)                     | UFC Fight Night: Перес vs. Таира                     | 15 июня 2024     | 2     | 2:59  | Лас-Вегас, Невада, США   |                                                              |
| Победа    | 25-8   | Матеус Николау     | KO (удар)                               | UFC on ESPN: Николау vs. Перес                       | 27 апреля 2024   | 2     | 2:16  | Лас-Вегас, Невада, США   | Выступление вечера (3)                                       |
| Поражение | 24-8   | Мухаммад Мокаев    | Единогласное решение                    | UFC Fight Night: Розенстрайк vs. Газиев              | 2 марта 2024     | 3     | 5:00  | Лас-Вегас, Невада, США   |                                                              |
| Поражение | 24-7   | Алешандри Пантожа  | Сдача (удушение сзади)                  | UFC 277                                              | 30 июля 2022     | 1     | 1:31  | Даллас, Техас, США       |                                                              |
| Поражение | 24-6   | Дейвисон Фигейреду | Сдача (гильотина)                       | UFC 255                                              | 21 ноября 2020   | 1     | 1:57  | Лас-Вегас, США           | Бой за титул чемпиона UFC в наилегчайшем весе                |
| Победа    | 24-5   | Жусиер Формига     | TKO (удар по ноге)                      | UFC 250                                              | 6 июня 2020      | 1     | 4:06  | Лас-Вегас, США           | Выступление вечера (2)                                       |
| Победа    | 23-5   | Джордан Эспиноса   | Техническая сдача (ручнной треугольник) | UFC Fight Night 166: Блэйдс — Дос Сантос             | 25 января 2020   | 1     | 2:33  | Роли, США                | Выступление вечера (1)                                       |
| Победа    | 22-5   | Марк Де Ла Роса    | Единогласное решение                    | UFC on ESPN 2: Барбоза vs. Гейджи                    | 30 марта 2019    | 3     | 5:00  | Филадельфия, США         | Бой в легчайшем весе                                         |
| Поражение | 21-5   | Джозеф Бенавидес   | TKO (удары)                             | UFC The Ultimate Fighter 28 Finale                   | 30 ноября 2018   | 1     | 4:19  | Лас-Вегас, США           |                                                              |
| Победа    | 21-4   | Хосе Торрес        | KO (удары)                              | UFC 227                                              | 4 августа 2018   | 1     | 3:36  | Лос-Анджелес, США        |                                                              |
| Победа    | 20-4   | Эрик Шелтон        | Единогласное решение                    | UFC on Fox 28: Эмметт — Стивенс                      | 24 февраля 2018  | 3     | 5:00  | Орландо, США             | Бой в промежуточном весе (126,5 фунтов); Перес не сделал вес |
| Победа    | 19-4   | Карлос Джон        | Сдача (анаконда)                        | UFC Fight Night 123: Свонсон — Ортега                | 9 декабря 2017   | 2     | 1:54  | Фресно, США              | Бой в легчайшем весе                                         |
| Победа    | 18-4   | Кевин Грэй         | Техническая сдача (анаконда)            | DWTNCS Dana White's Tuesday Night Contender Series 5 | 8 августа 2017   | 1     | 2:54  | Лас-Вегас, США           | Вернулся в наилегчайший вес                                  |
| Победа    | 17-4   | Тайлер Биэлеки     | Единогласное решение                    | CFFC 64 Cage Fury Fighting Championships 64          | 25 марта 2017    | 3     | 5:00  | Сан-Диего, США           |                                                              |
| Победа    | 16-4   | Эндрю Нэйтивидад   | Сдача (Д'Арс)                           | TPF 30 Tachi Palace Fights 30                        | 2 февраля 2017   | 1     | 2:27  | Лемор, США               | Вернулся в легчайший вес                                     |
| Победа    | 15-4   | Ральф Акоста       | Единогласное решение                    | KOTC Warranted Aggression                            | 18 декабря 2016  | 3     | 5:00  | Онтэрио, Калифорния, США | Бой в промежуточном весе (130 фунтов); Перес не сделал вес   |
| Победа    | 14-4   | Рей Элизальде      | Раздельное решение                      | RFA 42 Giagos vs. Estrazulas                         | 19 августа 2016  | 3     | 5:00  | Висейлия, США            |                                                              |
| Поражение | 13-4   | Джаред Папазян     | Сдача (рычаг локтя)                     | TPF 27 — Tachi Palace Fights 27                      | 19 мая 2016      | 1     | 3:26  | Лемор, США               | Бой в промежуточном весе (130 фунтов)                        |
| Поражение | 13-3   | Адам Антолин       | Сдача (гильотина)                       | TPF 25 — Tachi Palace Fights — 25                    | 19 ноября 2015   | 1     | 1:15  | Лемор, США               | Утратил титул чемпиона TPF в наилегчайшем весе               |
| Победа    | 13-2   | Мартин Сандовал    | Единогласное решение                    | TPF 24 — Tachi Palace Fights — Summer Brawl          | 6 августа 2015   | 3     | 5:00  | Лемор, США               | Бой в промежуточном весе (127,2 фунта); Перес не сделал вес  |
| Победа    | 12-2   | Энтони Фигероа     | Единогласное решение                    | TPF 22 — Champions Collide 2                         | 5 февраля 2015   | 5     | 5:00  | Лемор, США               | Завоевал вакантный титул чемпиона TPF в наилегчайшем весе    |
| Победа    | 11-2   | Дель Хокинс        | TKO (удары)                             | TPF 19 — Throwback Thursday                          | 19 июня 2014     | 1     | 2:23  | Лемор, США               |                                                              |
| Победа    | 10-2   | Элой Гарца         | Единогласное решение                    | TPF 18 — Martinez vs. Culley                         | 6 февраля 2014   | 3     | 5:00  | Лемор, США               |                                                              |
| Победа    | 9-2    | Джефф Карсон       | Сдача (гильотина со стойки)             | TPF 16 — The Return                                  | 22 августа 2013  | 1     | 0:48  | Лемор, США               |                                                              |
| Победа    | 8-2    | Питер Бэлтимор     | Единогласное решение                    | MEZ Sports — Pandemonium 8                           | 23 марта 2013    | 3     | 5:00  | Помона, США              |                                                              |
| Победа    | 7-2    | Карлос Десото      | TKO (удары)                             | TPF 15 — Collision Course                            | 15 ноября 2012   | 1     | 1:52  | Лемор, США               | Вернулся в легчайший вес; Перес не сделал вес (138,8 фунта)  |
| Победа    | 6-2    | Хавьер Галас       | Сдача (удушение сзади)                  | TPF 14 — Validation                                  | 7 сентября 2012  | 1     | 1:37  | Лемор, США               | Бой в промежуточном весе (139 фунтов)                        |
| Победа    | 5-2    | Эдгар Диас         | Сдача (кимура)                          | TPF 12 — Second Coming                               | 9 марта 2012     | 1     | 2:33  | Лемор, США               | Бой в промежуточном весе (130,2 фунта); Перес не сделал вес  |
| Победа    | 4-2    | Кевин Мишель       | Единогласное решение                    | CA Fight Syndicate — Rivalry                         | 28 января 2012   | 3     | 3:00  | Санта-Моника, США        |                                                              |
| Поражение | 3-2    | Джон Макаллоо      | Единогласное решение                    | WFC — Bruvado Bash                                   | 7 января 2012    | 3     | 5:00  | Пласервилл, США          |                                                              |
| Поражение | 3-1    | Эдгар Диас         | Сдача (гильотина)                       | TPF 11 — Redemption                                  | 2 декабря 2011   | 1     | 0:43  | Лемор, США               | Дебют в наилегчайшем весе                                    |
| Победа    | 3-0    | Сэм Стивенс-Мило   | Единогласное решение                    | JW Events — Up & Comers 6                            | 10 сентября 2011 | 3     | 5:00  | Мадера, США              |                                                              |
| Победа    | 2-0    | Рубен Трухильо     | Единогласное решение                    | JW Events — Up & Comers 4                            | 24 июня 2011     | 3     | 5:00  | Терлок, США              |                                                              |
| Победа    | 1-0    | Иисус Кастро       | TKO (удары)                             | TPF 9 — The Contenders                               | 6 мая 2011       | 1     | 1:56  | Лемор, США               | Дебют в легчайшем весе                                       |